# Waterpolo Pla-Za Saragossa
L'Associació Waterpolo Saragossa, en els últims anys coneguda a causa del seu patrocini com a Waterpolo PLA-ZA Saragossa, era un club de waterpolo amb seu a Saragossa. Fundat al desembre de 2000 va desaparèixer el 2008 a causa de problemes financers.

## Història
El club es crea a causa de l'ascens de l'equip de waterpolo El Olivar a divisió d'honor estatal. A causa del patrocini per part de Plataforma Logística e Zaragoza S.A. el club passa a anomenar-se Waterpolo PLA-ZA Zaragoza. La piscina on competia era l'Estadi Miralbueno El Olivar.
Tot i haver mantingut la categoria guanyant en la promoció a l'Horta, el club presenta la seva renúncia en finalitzar la temporada 2008 per problemes financers.
Entre els jugadors destacables de l'equip hi havia entre d'altres: Ángel Andreo, Juraj Sakac i Gabi Hernández.